# 手稲駅

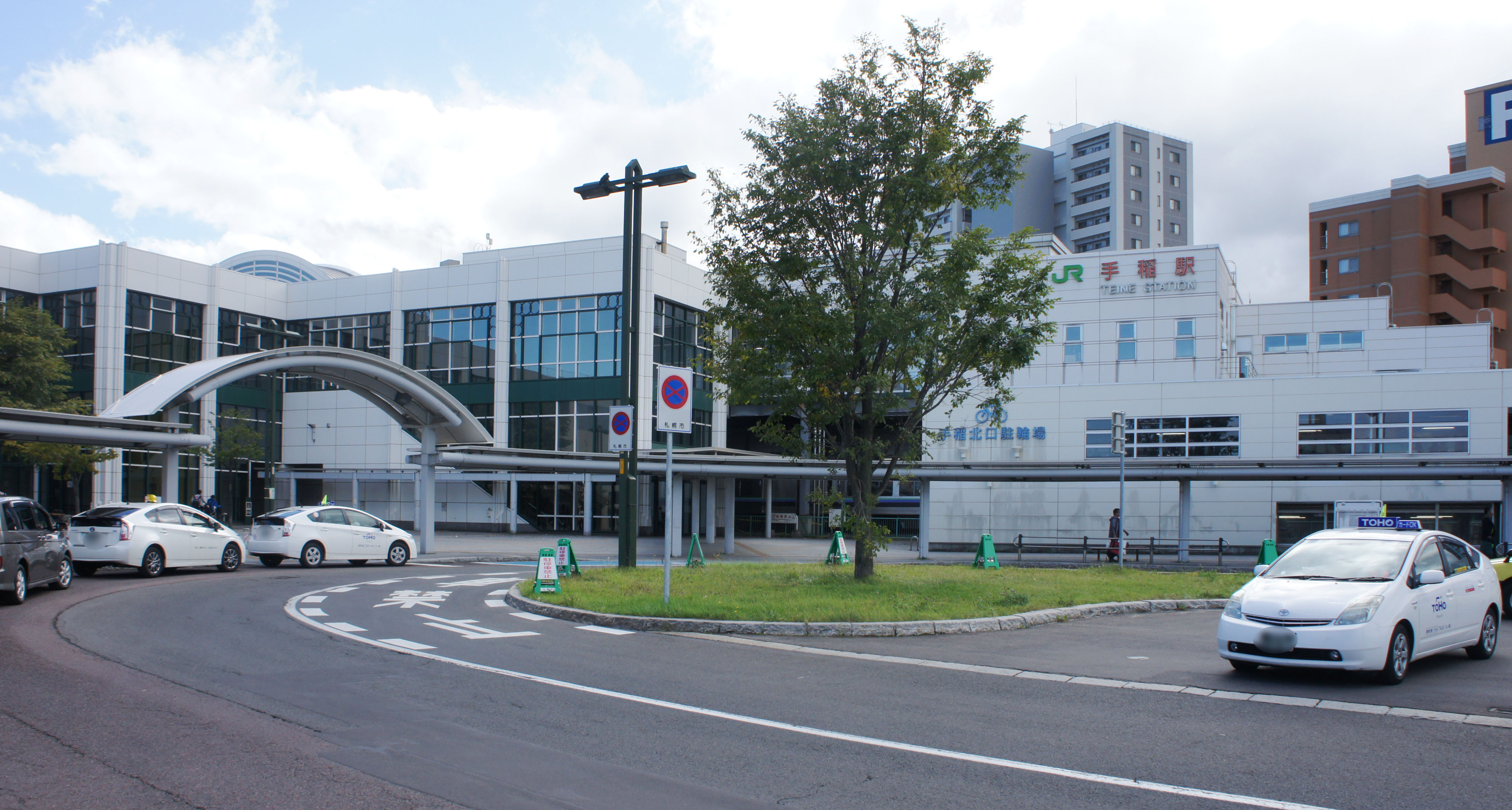
北口（2018年9月）

手稲駅（ていねえき）は、北海道札幌市手稲区手稲本町1条4丁目にある、北海道旅客鉄道（JR北海道）函館本線の駅である。駅番号はS07。電報略号はテネ。事務管理コードは▲130121。副駅名は「北海道科学大学 最寄駅」。快速「エアポート」「ニセコライナー」をはじめとする全定期旅客列車が停車する。

## 歴史

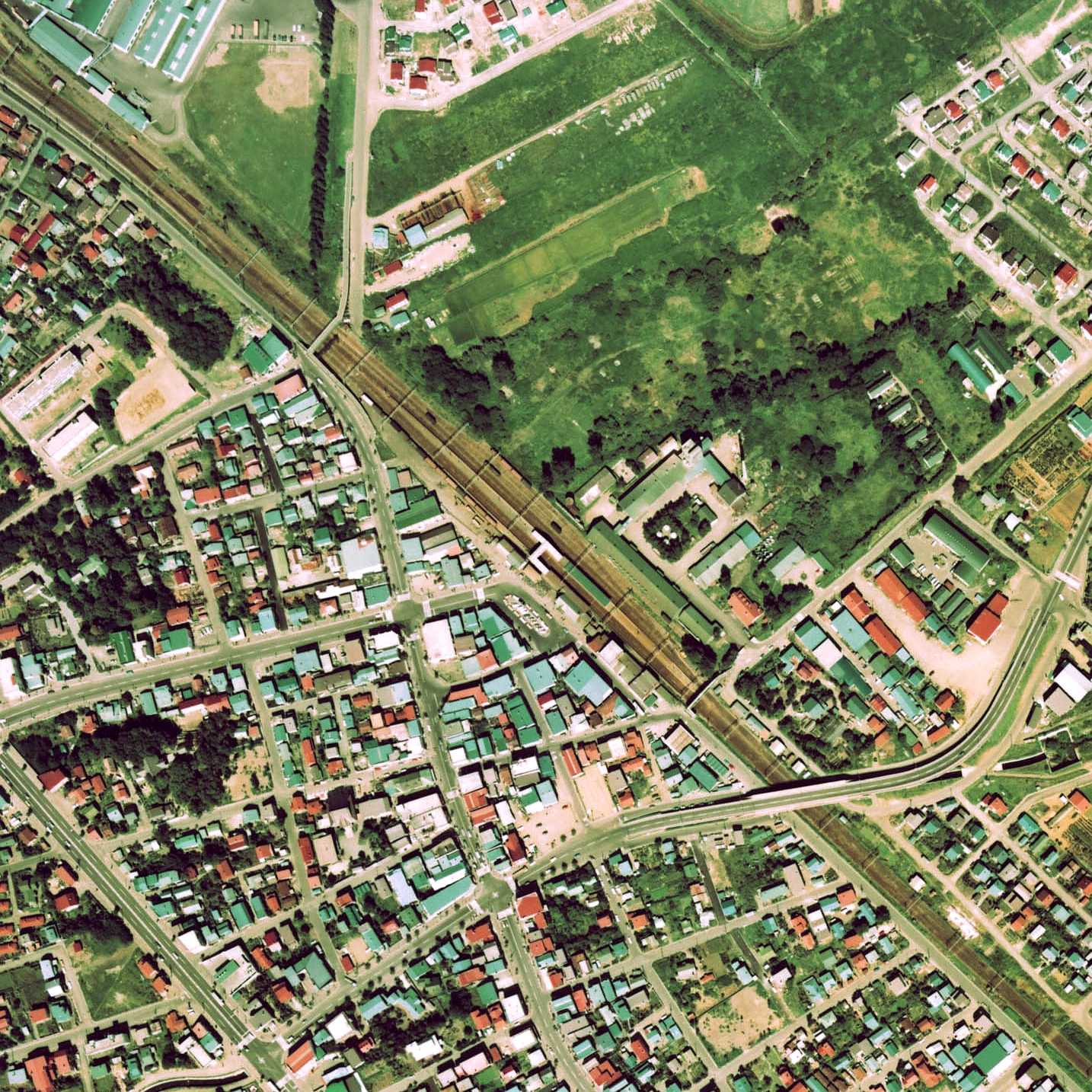
1976年の手稲駅と周囲750m範囲。左上が小樽方面。単式と島式の複合ホーム2面3線、駅舎横小樽側に貨物ホームと引込線、駅裏は三楽オーシャンと、公園化したかつての日石製油所跡地が広がり、3本の留置線や共有線、専用線が見える。

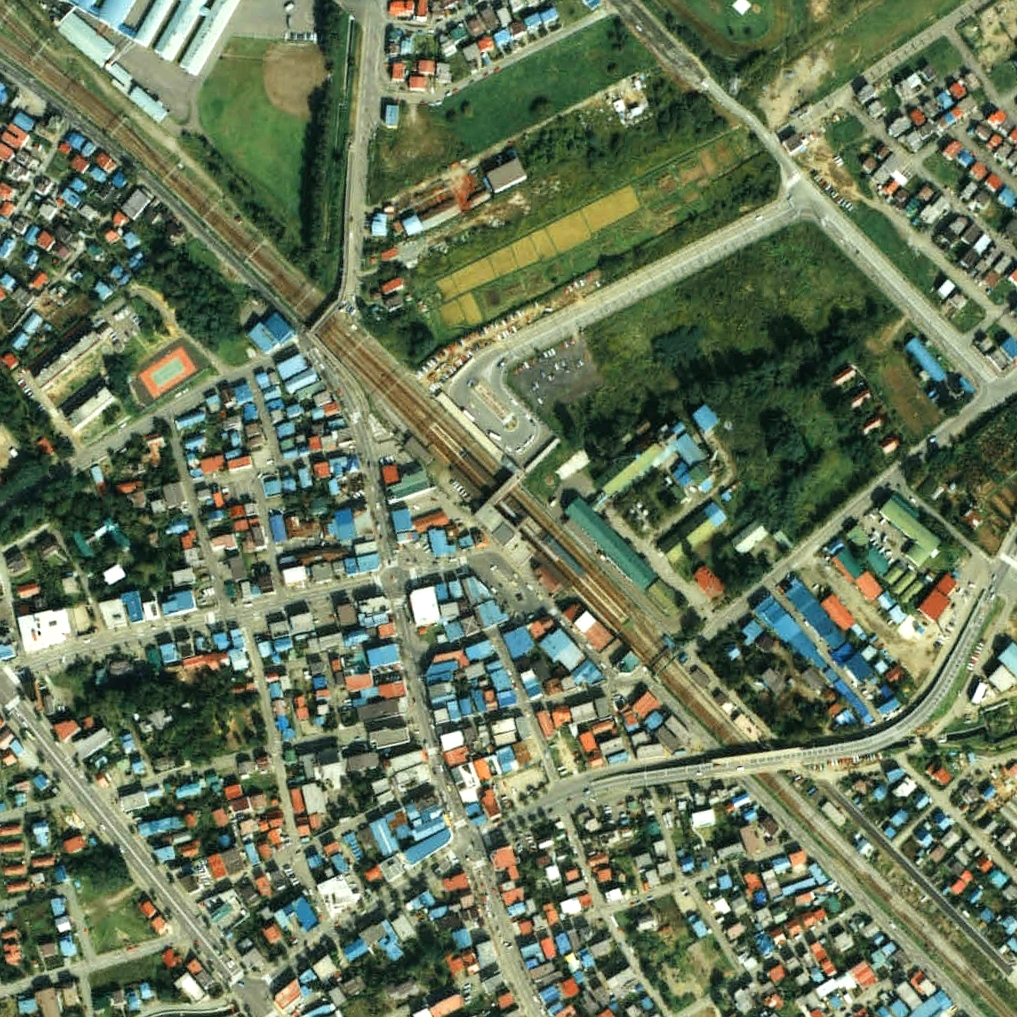
1985年の手稲駅と周囲750m範囲。北口が開設され、自由通路で南口と連絡する橋上駅となった頃の姿。単式と島式の複合ホーム2面3線であるが、この後過渡的に北口側に短い（130m）4番線の単式ホームが増設されて3面4線となり、跨線橋も伸ばされ、西側にも新たに増設されている。しかしながら改札が南口側にあったため北口利用者が4番ホームへ行くのには、長い距離をほぼ往復する形となって利便性が損なわれていた。

当駅は1880年（明治13年）に設置された。当時は乗客があるときだけ旗の合図で停車する簡易停車場（フラグステーション）だったが、1884年（明治17年）に普通停車場に変更された。1934年（昭和9年）に改築された駅舎は、皮がついたままの丸太を用いた山小屋風の建物で、現在の駅舎ができるまで駅舎横に保存してあった。1960年代から周辺地域の人口が増加すると利用者数が著しく増えた。
西側に位置する札幌運転所とは出入庫線で繋がっており、当駅を始発・終着とする列車が多く設定されているほか、当駅 - 札幌駅間では、昼夜を問わず札幌と道内外とを結ぶ優等列車の回送列車や、それを活用したホームライナーが多く運転されている。

### JR北海道
- 1880年（明治13年）
  - 11月18日：官営幌内鉄道 開運町駅（現在の南小樽駅） - 当駅間の試験開業に伴い、同線の軽川駅として仮開業[1]。
  - 11月28日：官営幌内鉄道 手宮駅 - 札幌駅間の開通に伴い、正式開業[1]。簡易停車場（フラグステーション）[5]。
- 1881年（明治14年）10月：貨物の取扱いを開始[1]。
- 1883年（明治16年）：営業休止[1]。
- 1884年（明治17年）：営業再開[1]。一般駅に昇格し、軽川駅（かるがわえき[6][7]）[注釈 1]となる。
- 1888年（明治21年）4月：官営幌内鉄道が北有社に運輸業務を譲渡。
- 1889年（明治22年）12月11日：北有社の事業譲渡に伴い、北海道炭礦鉄道に移管[1]。
- 1906年（明治39年）10月1日：北海道炭礦鉄道の国有化に伴い、国有鉄道に移管[1]。
- 1909年（明治42年）
  - 8月25日：当駅を含む、国有鉄道 銭函駅 - 札幌駅間が複線化。
  - 10月12日：国有鉄道線路名称制定に伴い、函館本線の駅となる。
- 1912年（明治45年）5月：駅裏に日本石油北海道製油所創業。専用線使用開始。
- 1934年（昭和09年）1月22日：2代目の駅舎に改築[8]。
- 1945年（昭和20年）7月15日：日本石油北海道製油所が米軍によって爆撃破壊され、操業停止。戦後に再開。
- 1949年（昭和24年）6月1日：日本国有鉄道法施行に伴い、日本国有鉄道（国鉄）に継承。
- 1950年（昭和25年）6月：日石製油所が精製を廃止し、原油タンクのみ稼働。同社秋田製油所へタンク車で輸送。
- 1952年（昭和27年）11月15日：手稲駅（ていねえき）に改称[8]。
- 1959年（昭和34年）10月25日：駅裏の日石製油所敷地隣に三楽オーシャン（現・メルシャン）札幌工場創業。専用線使用開始。
- 1960年（昭和35年）：日石製油所が閉鎖。
- 1965年（昭和40年）9月1日：当駅に接続する形で札幌運転所を開所[8]。
- 1968年（昭和43年）8月28日：函館本線のうち、当駅を含む小樽駅 - 滝川駅間が電化（交流20,000V・50Hz）。
- 1980年（昭和55年）7月1日：貨物の取扱い廃止（旅客駅となる）[1]。
- 1982年（昭和57年）4月1日：3代目の駅舎に改築、橋上駅舎化[9]。北側に隣接する三楽オーシャン保有の工場跡地を利用し北口広場開設。
- 1985年（昭和60年）3月14日：荷物の取扱い廃止[1]。
- 1987年（昭和62年）
  - 3月31日：戸籍上貨物営業再開（一般駅に戻る）[1]。ただし貨物列車の設定はない。
  - 4月1日：国鉄分割民営化に伴い、北海道旅客鉄道（JR北海道）・日本貨物鉄道（JR貨物）の駅となる[1]。
  - 6月：駅構内に北欧JR手稲店が開店[10]。
- 1988年（昭和63年）
  - この年：ツインクルプラザ（旅行センター）が開店[報道 2]。
  - 11月：構内配線を2面3線から2面4線に改良完了[11]。また、2代目駅舎がさっぽろ・ふるさと文化百選（「No.046 旧軽川駅舎」）に選定。
- 1993年（平成05年）8月20日：1番ホームからの平日朝ラッシュ時限定の学生用臨時出口を設置[新聞 1]。
- 1998年（平成10年）
  - 6月：駅舎改築工事に着手[新聞 2]。
  - 12月5日：自動改札機を設置し、供用開始[12]。
- 1999年（平成11年）
  - 6月：2代目駅舎を解体。
  - 10月1日：仮駅舎の使用を開始[13]。合わせて3面4線から2面4線に変わる[13]。
- 2002年（平成14年）5月25日：手稲駅周辺地区交通結節点整備事業（札幌市の街路事業）に伴う駅舎全面改築完了、4代目新駅舎供用開始[新聞 3]（総工費50億円[14]）。手稲駅周辺地区交通結節点整備事業（札幌市の街路事業）に伴う自由通路「あいくる」完成[新聞 3]（総工費22億円[14]）。
- 2006年（平成18年）4月1日：JR貨物の駅が廃止され、貨物の取扱いが終了[報道 3]。
- 2007年（平成19年）10月1日：駅ナンバリングを実施（S07）[報道 4]。
- 2008年（平成20年）10月25日：Kitaca導入。当駅を含む9駅でサービス開始記念Kitaca（無記名）発売[報道 5]。
- 2009年（平成21年）
  - 3月14日：Kitacaの電子マネーサービスが開始され、駅構内の自動販売機・コインロッカー・キヨスクで利用可能となる[報道 6]。Suicaとの相互利用開始[報道 7]。
  - 10月14日：手稲区区制20周年記念入場券（800円、限定1000セット）を発売[15]。
  - 10月16日：駅構内にスウィーツショップ「ココロノ.イロ」が開店[16]。
- 2010年（平成22年）
  - 11月1日：「ココロノ.イロ」の後継店舗として、スウィーツショップ「Sweets Station」が開店[17]。
- 2012年（平成24年）
  - 2月27日：スウィーツショップ「Sweets Station」が閉店。
  - 4月1日：てもみんステーションが開店。
- 2014年（平成26年）8月30日：駅構内全面禁煙化[報道 8]。
- 2015年（平成27年）10月22日：指定席券売機導入[18]。
- 2017年（平成29年）3月18日：ツインクルプラザ（旅行センター）が閉店[新聞 4]。
- 2018年（平成30年）11月2日：PUDOステーションを設置[報道 9][新聞 5]。
- 2019年（令和元年）10月5日：副駅名称として「北海道科学大学 最寄駅」を設置[報道 1]。
- 2020年（令和02年）
  - 3月2日：ChargeSPOTを設置[報道 10]。
  - 5月30日：北欧JR手稲店が閉店[10]。
  - 8月31日：キヨスクが閉店[19]。
  - 10月27日：北欧・キヨスクの後継にセブン-イレブン北海道ST手稲店が開店[19]。
- 2022年（令和4年）6月15日：てもみんステーションが閉店。
- 2023年（令和5年）6月30日：てもみんステーションの後継に農家の息子手稲駅店が開店[20]。

### 軽石軌道
- 1922年（大正11年）10月28日：軽石軌道 当駅 - 花畔駅間の開通に伴い、同線の軽川駅が開業。
- 1937年（昭和12年）9月：軽石軌道の営業休止。
- 1940年（昭和15年）10月23日：軽石軌道の廃線に伴い、同線の軽川駅が廃止。

### 駅名の由来
当初の駅名であった「軽川（かるがわ/がるがわ）」は付近の川の名称からついたもので、夏に涸れる川であったことから「涸る川」の意で付いた名称である。
その後、1952年（昭和27年）に当時の所在自治体の町政施行（手稲村→手稲町）に合わせ駅名を改称した。

## 駅構造
2面4線の島式ホーム（2面ともホーム長：135m）を有する橋上駅。北東側が北口、南西側が南口で、北口からは手稲区役所とイオン札幌手稲駅前ショッピングセンターに2階建ての連絡通路が通じる。
ホーム有効長が6両分のため、長編成の回送列車や一部のホームライナーはホームからはみ出して停車する。なお、1999年（平成11年）に実施された駅改良工事以前は3面4線の構造だった。
終日社員配置駅で、みどりの窓口を備える。Kitacaチャージ機、自動券売機・指定席券売機、話せる券売機、自動改札機、デジタル公衆電話（国内専用）、AEDが設置されている。
管理駅として函館本線の琴似駅 - ほしみ駅間を管理している。
2014年（平成26年）8月30日より、駅構内は全面禁煙となっている。

### のりば
- 南口側より記載

| 番線 | 路線      | 方向 | 行先                         | 備考           |
| ---- | --------- | ---- | ---------------------------- | -------------- |
| 1    | ■函館本線 | 上り | 小樽・倶知安方面             | 上り本線（※1） |
| 2    | ■函館本線 | 上り | 小樽・倶知安方面             | ※2             |
| 3    | ■函館本線 | 下り | 札幌・岩見沢・新千歳空港方面 | 下り本線（※1） |
| 4    | ■函館本線 | 下り | 札幌・岩見沢・新千歳空港方面 |                |

- ※1：快速列車は上下各本線に発着する。
- ※2：下り方向の当駅始発列車や折り返し列車の一部も発着する。

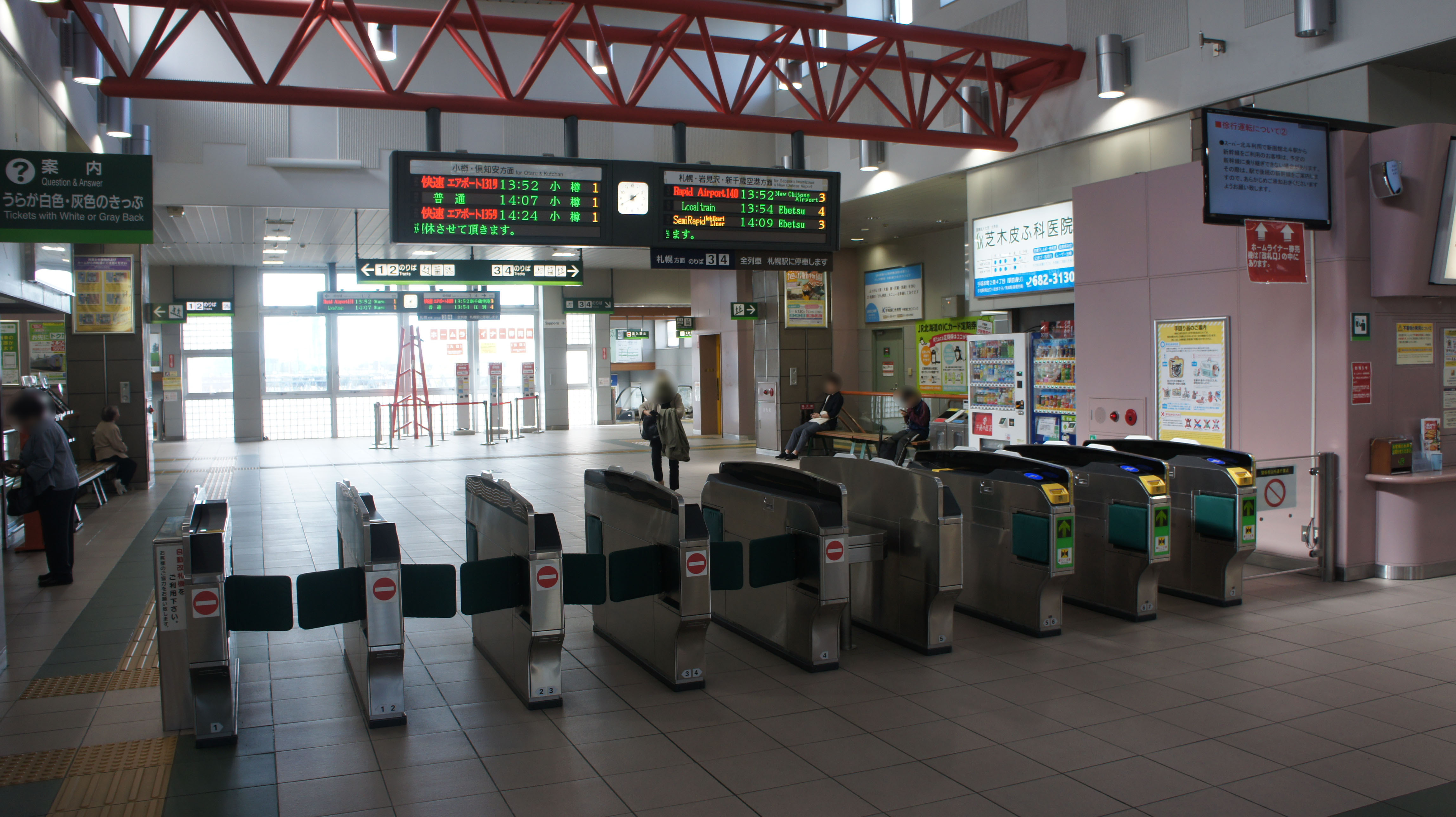
改札口（2018年9月）
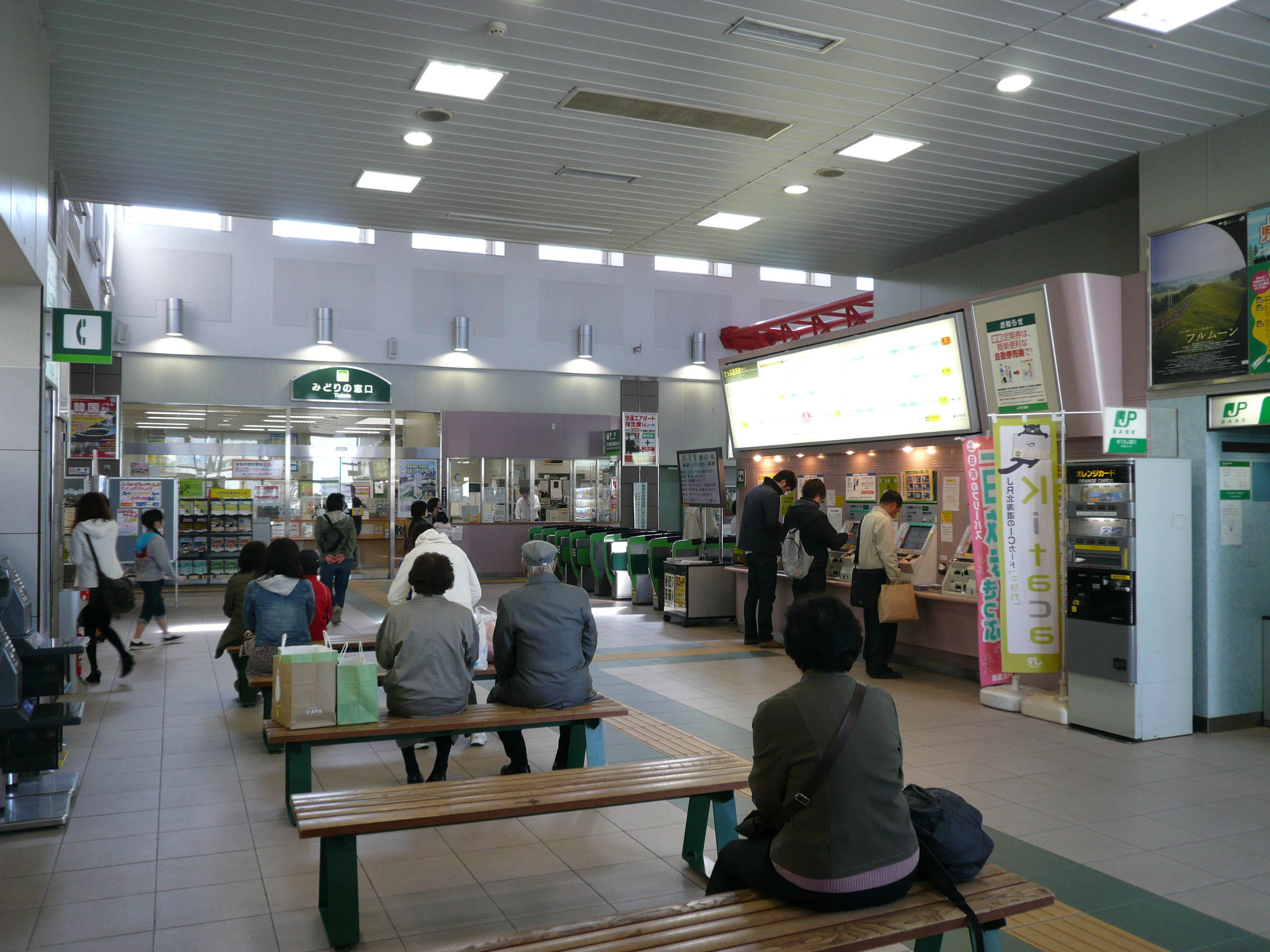
待合所（2010年5月）
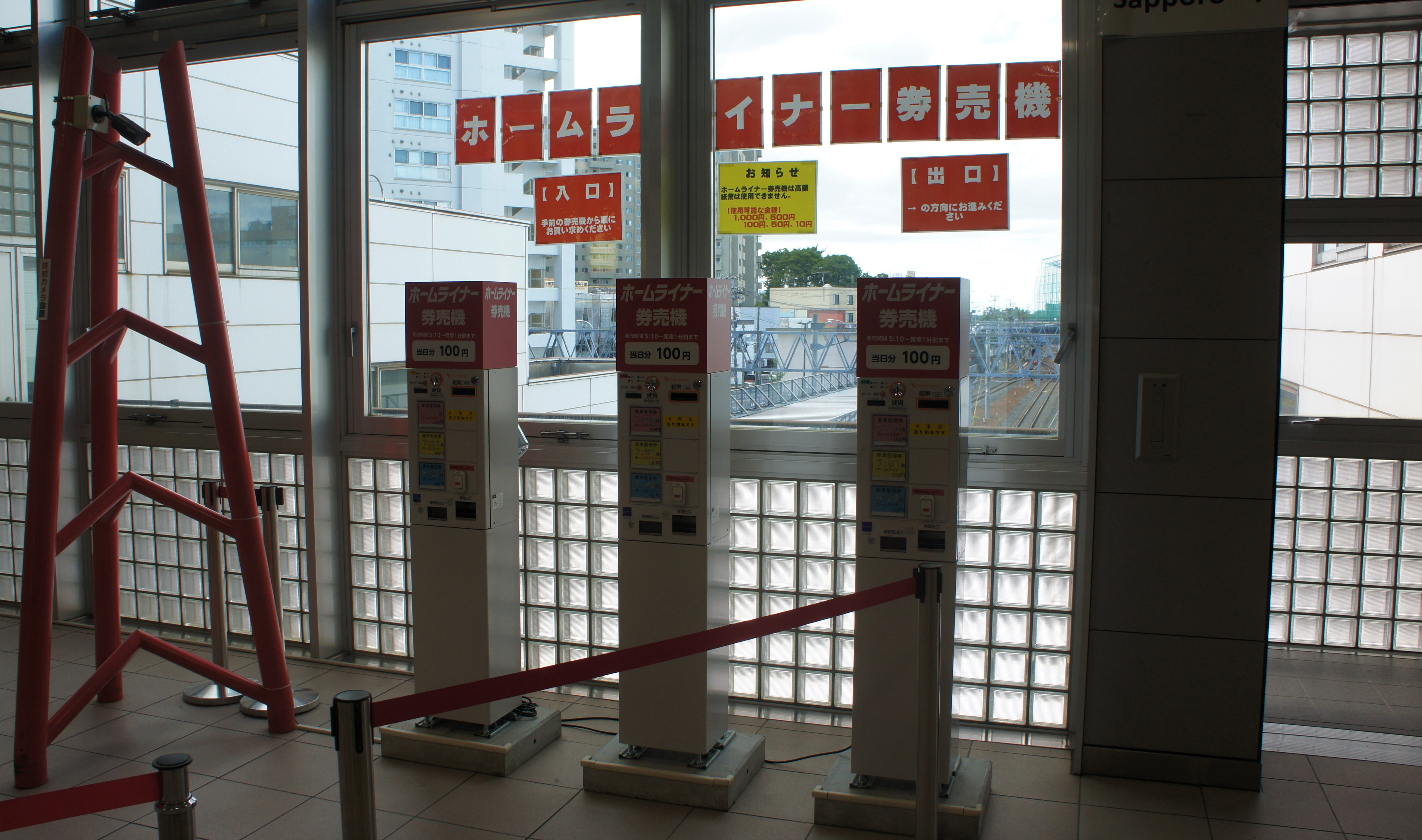
ホームライナー券売機（2018年9月）
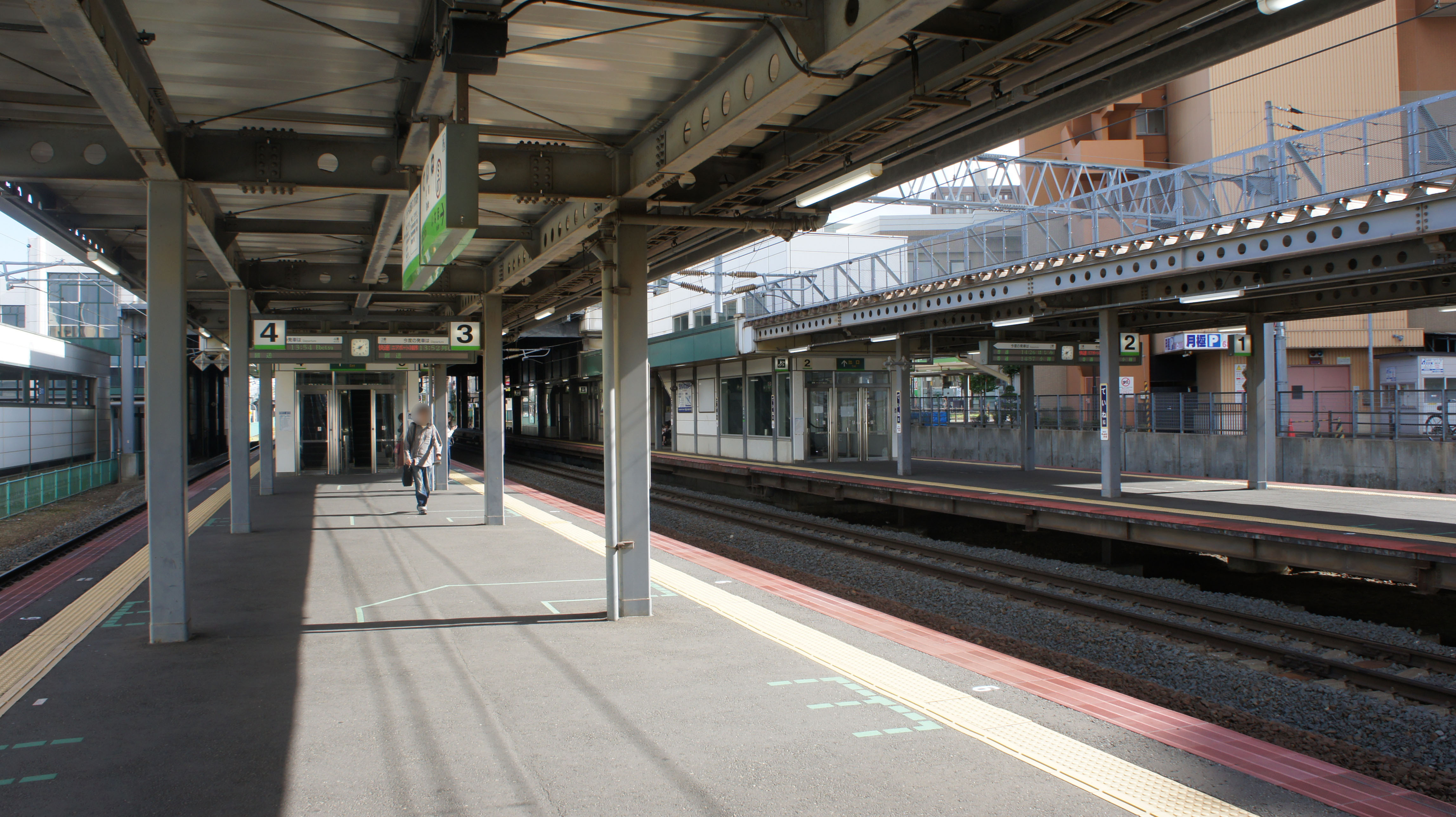
ホーム（2018年9月）
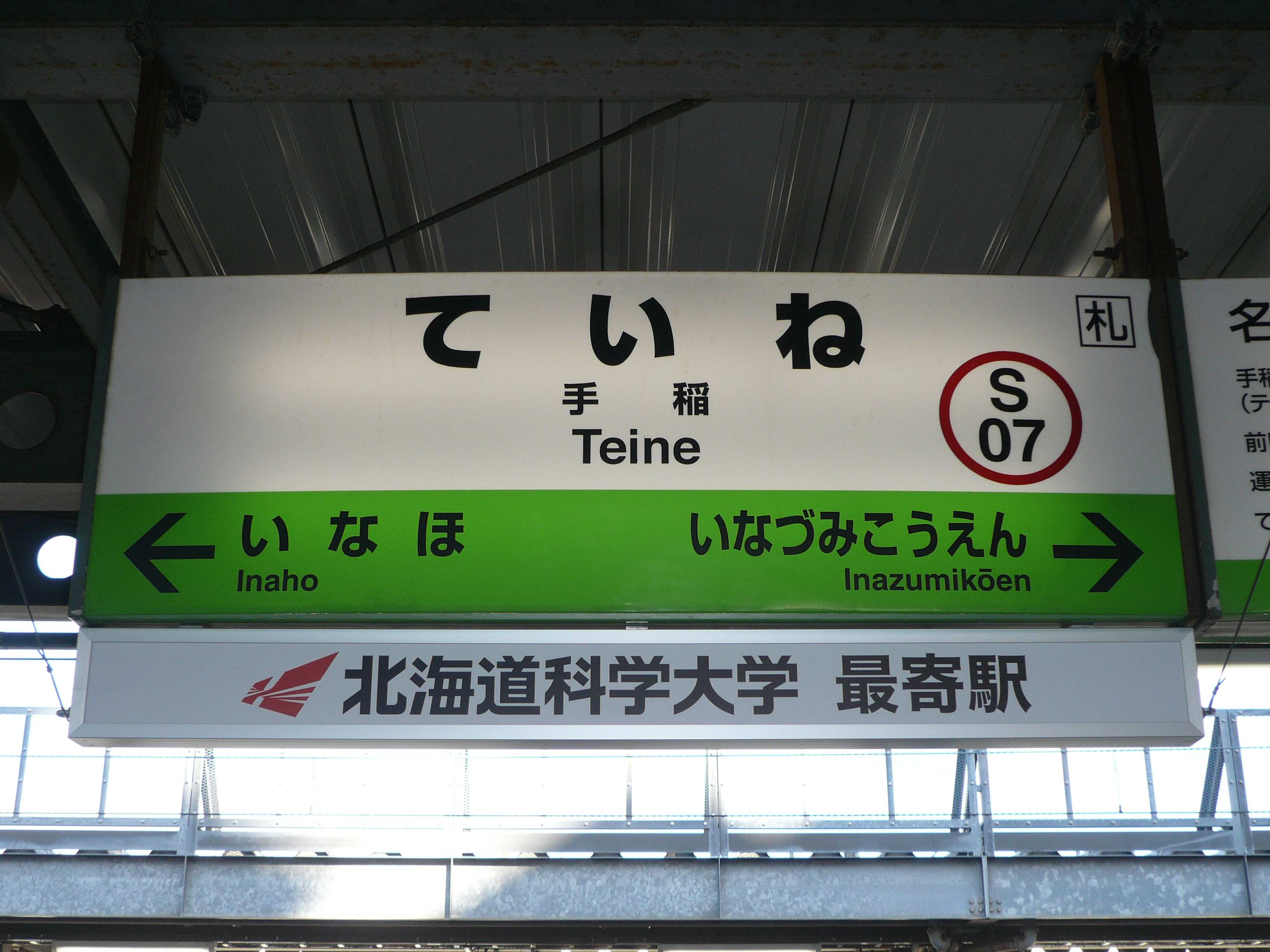
駅名標①（副駅名標付き）（2019年11月）
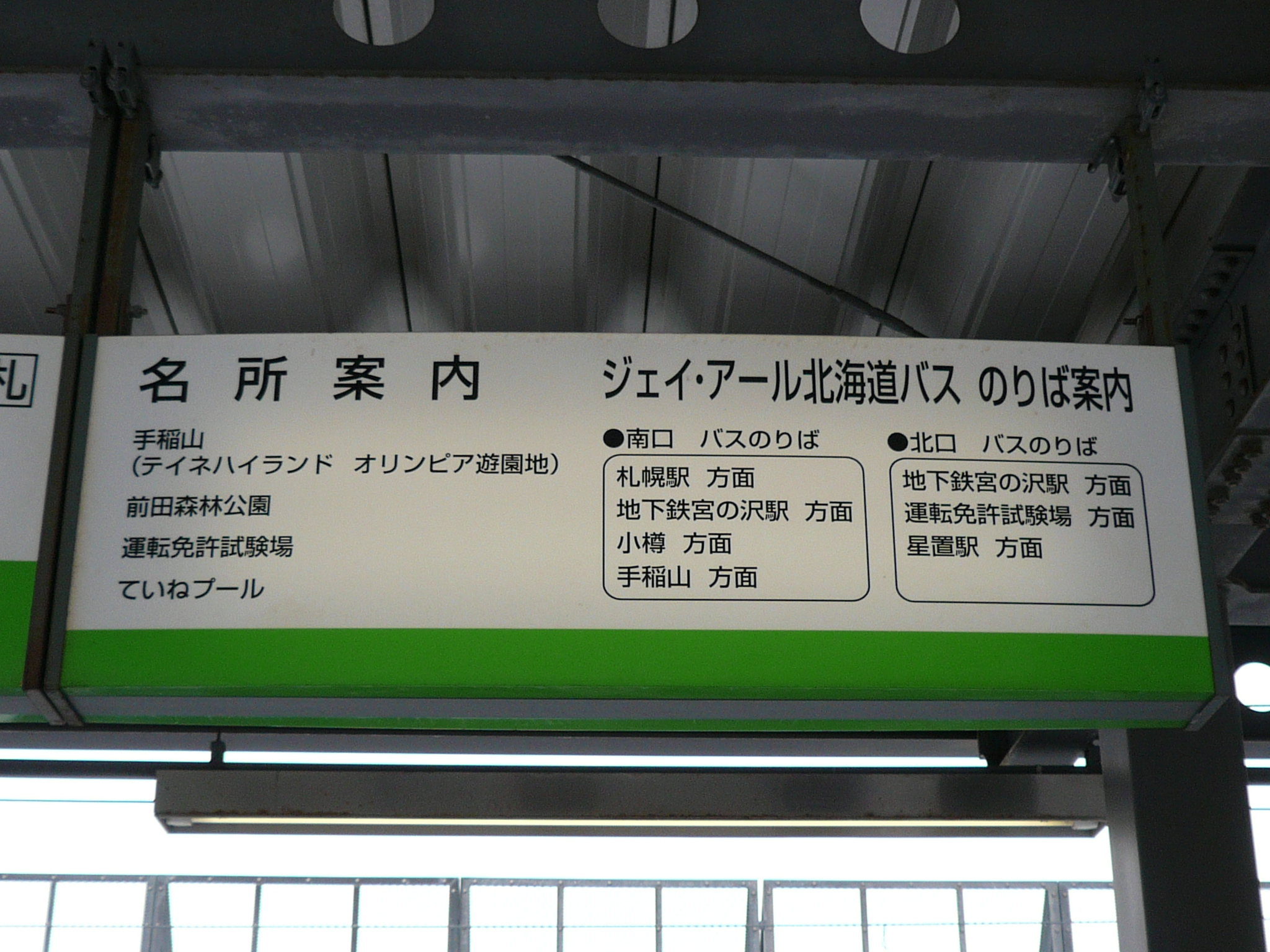
駅名標②（名所案内）（2009年2月）

### 駅構内の店舗・施設
- みどりの窓口
- コインロッカー（Kitaca対応）
- セブン-イレブン北海道ST手稲店
- 農家の息子手稲駅店
- ゆうちょ銀行ATM（札幌支店JR手稲駅内出張所）
- 駅ナカBANK（北海道銀行・北洋銀行）
- PUDOステーション

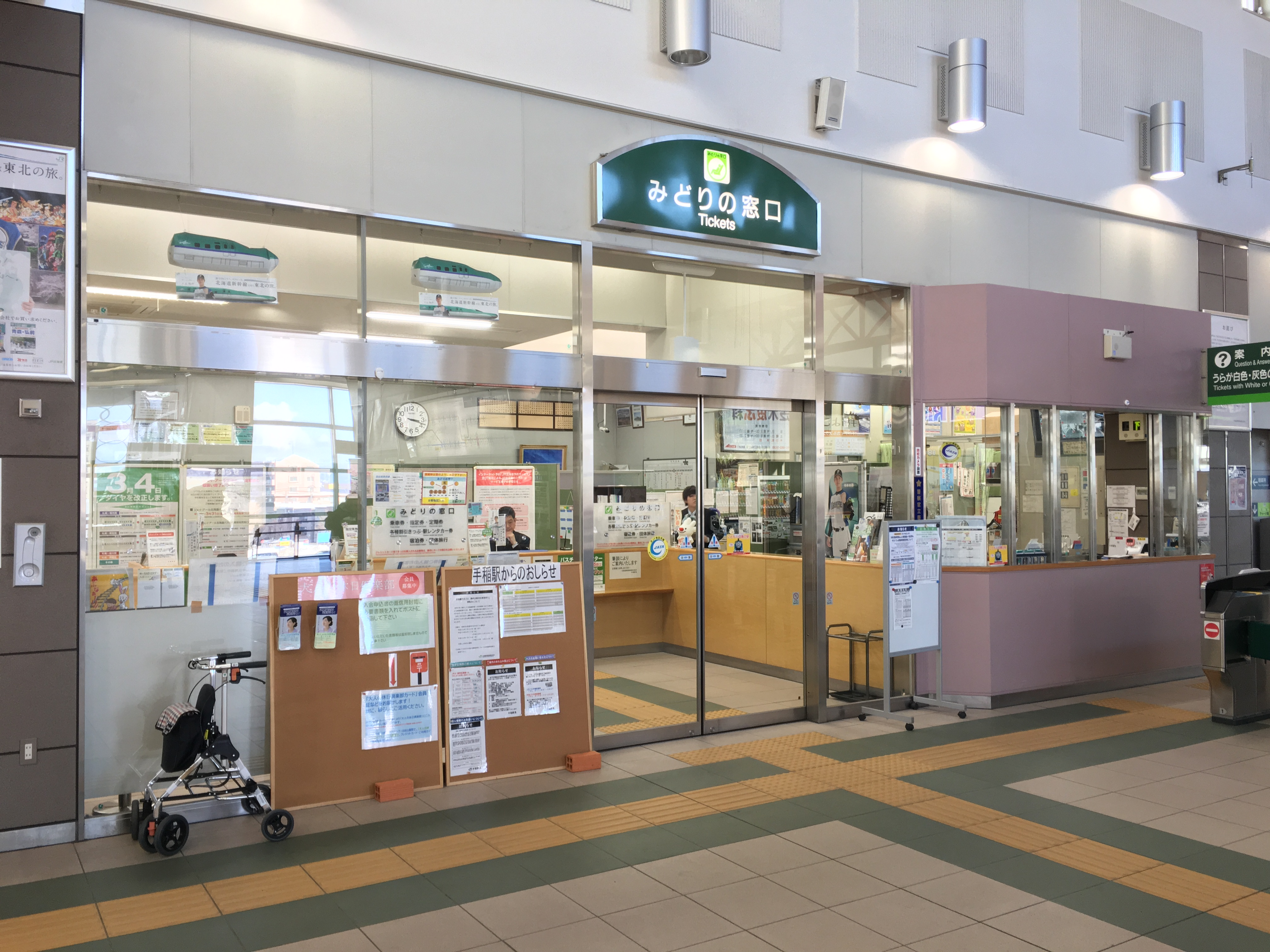
みどりの窓口（2017年3月）
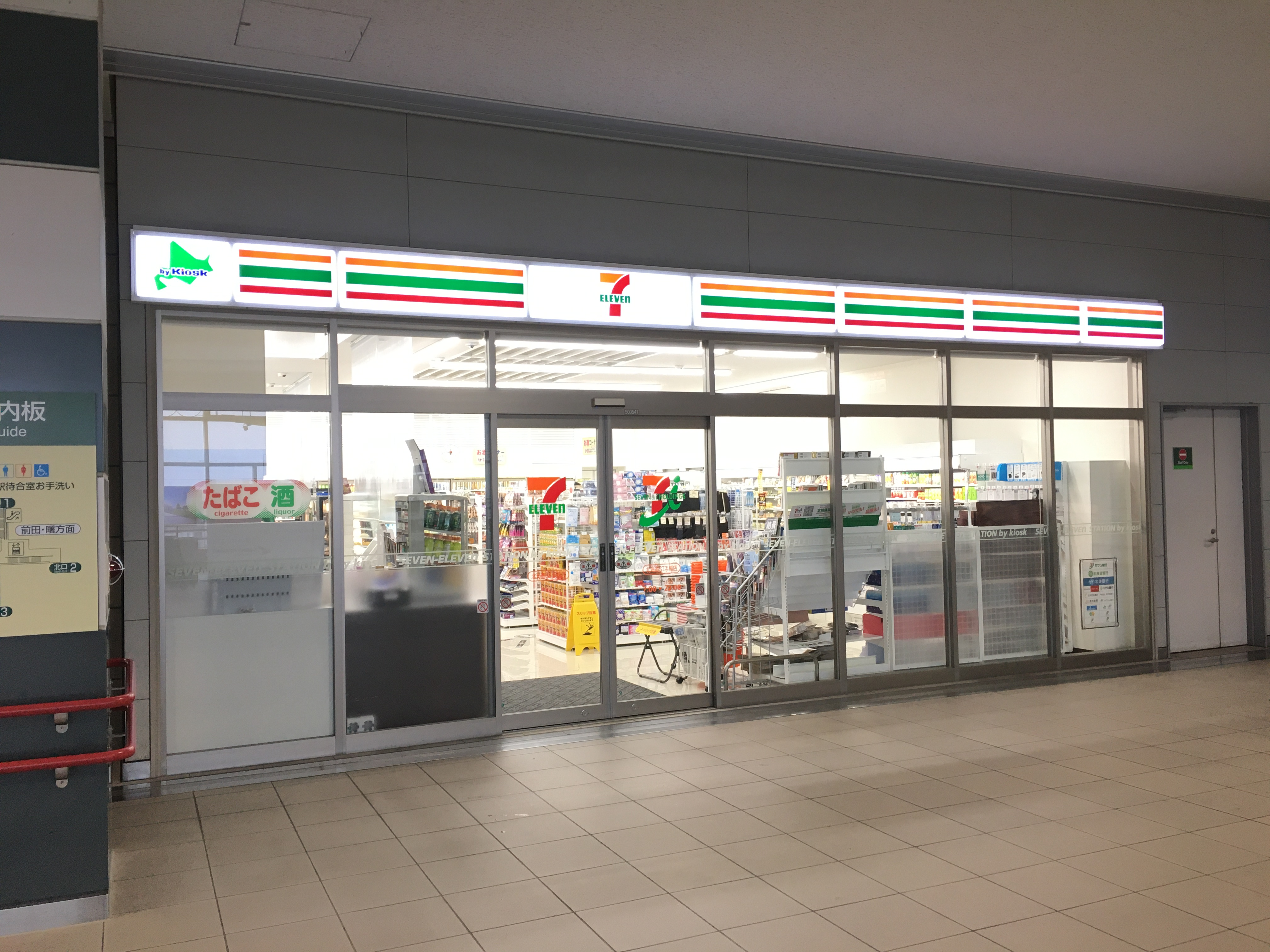
セブンイレブン北海道ST手稲店（2020年11月28日）
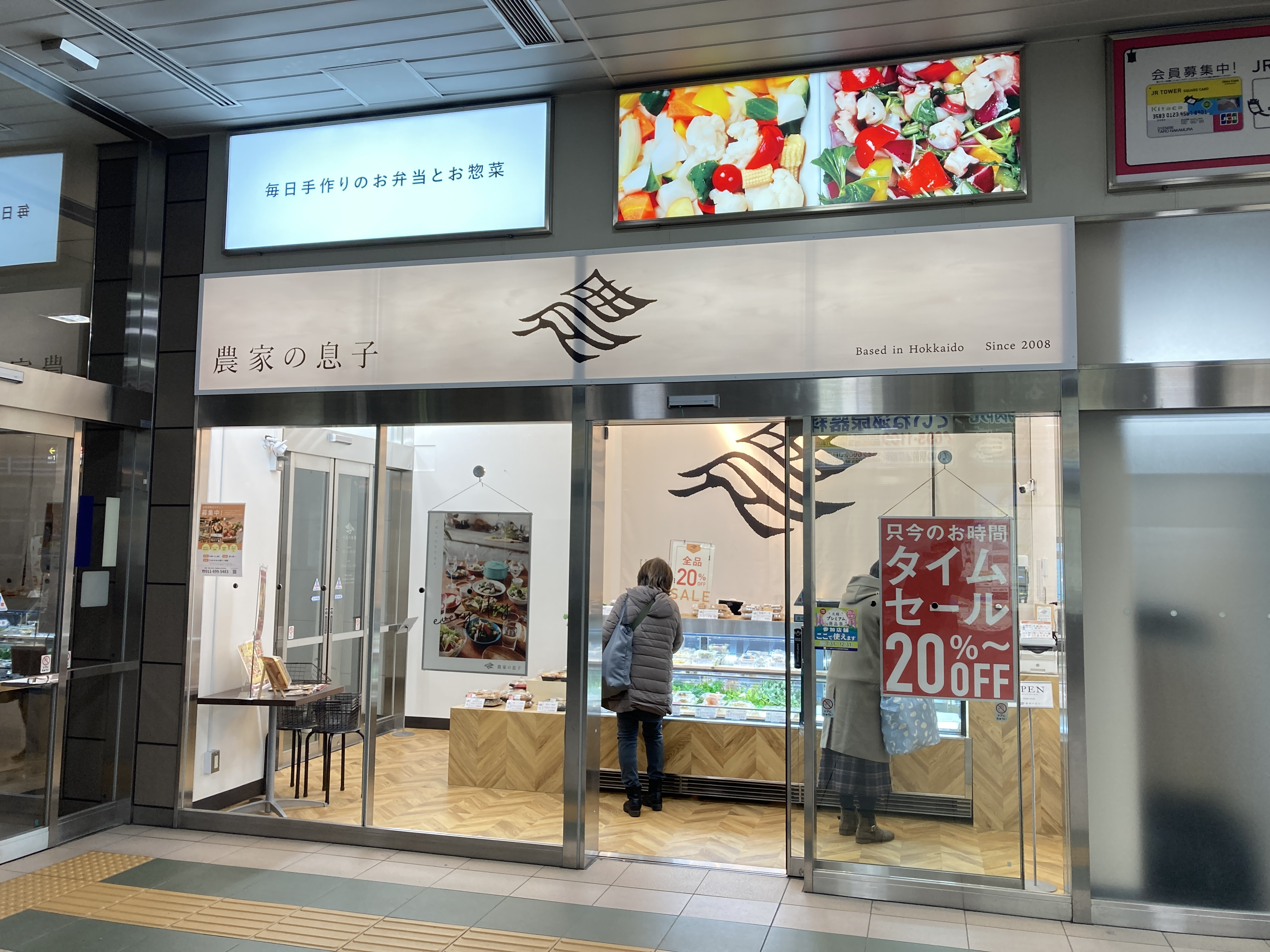
農家の息子手稲駅店（2023年12月）
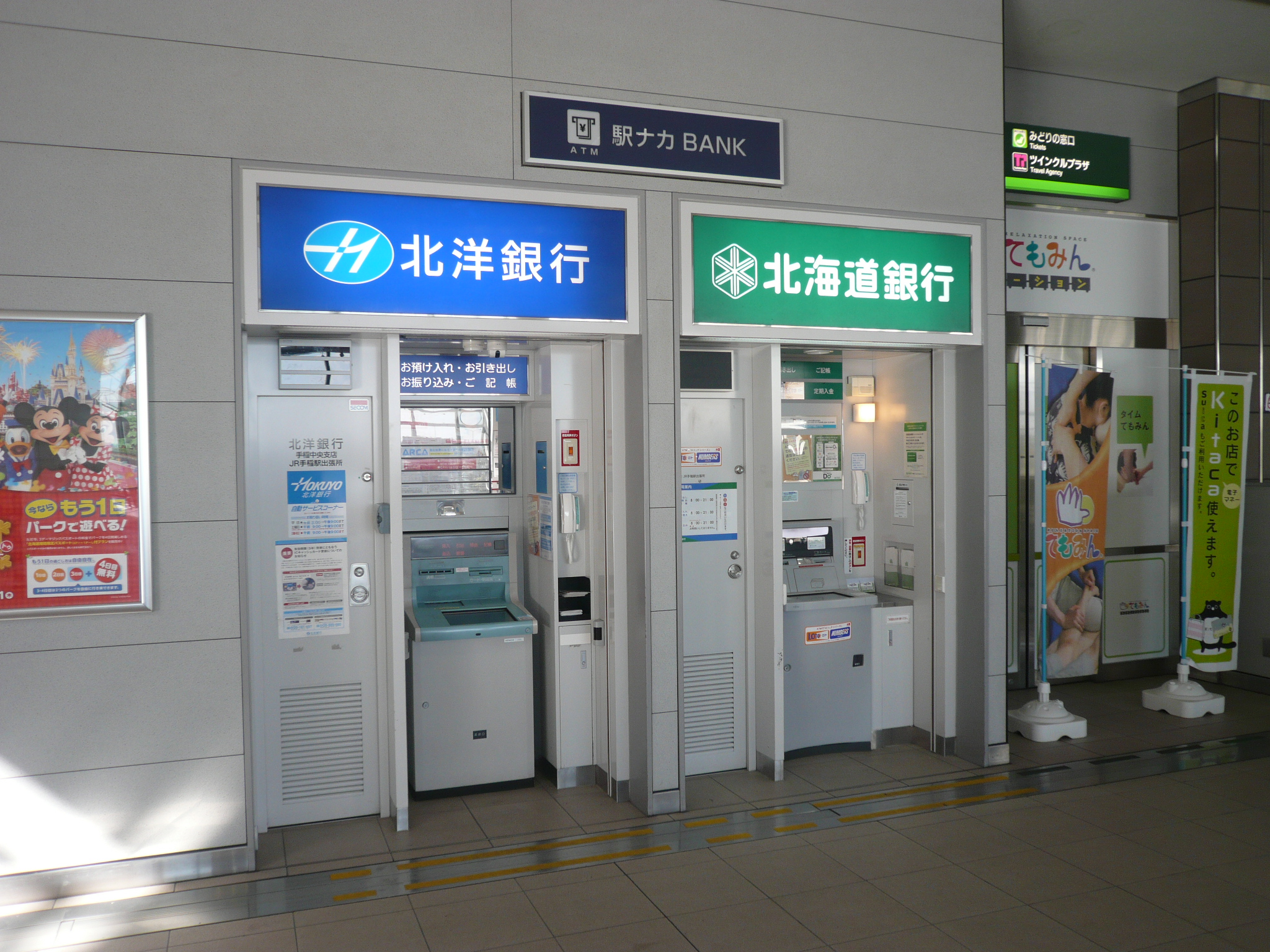
駅ナカBANK（2012年12月）
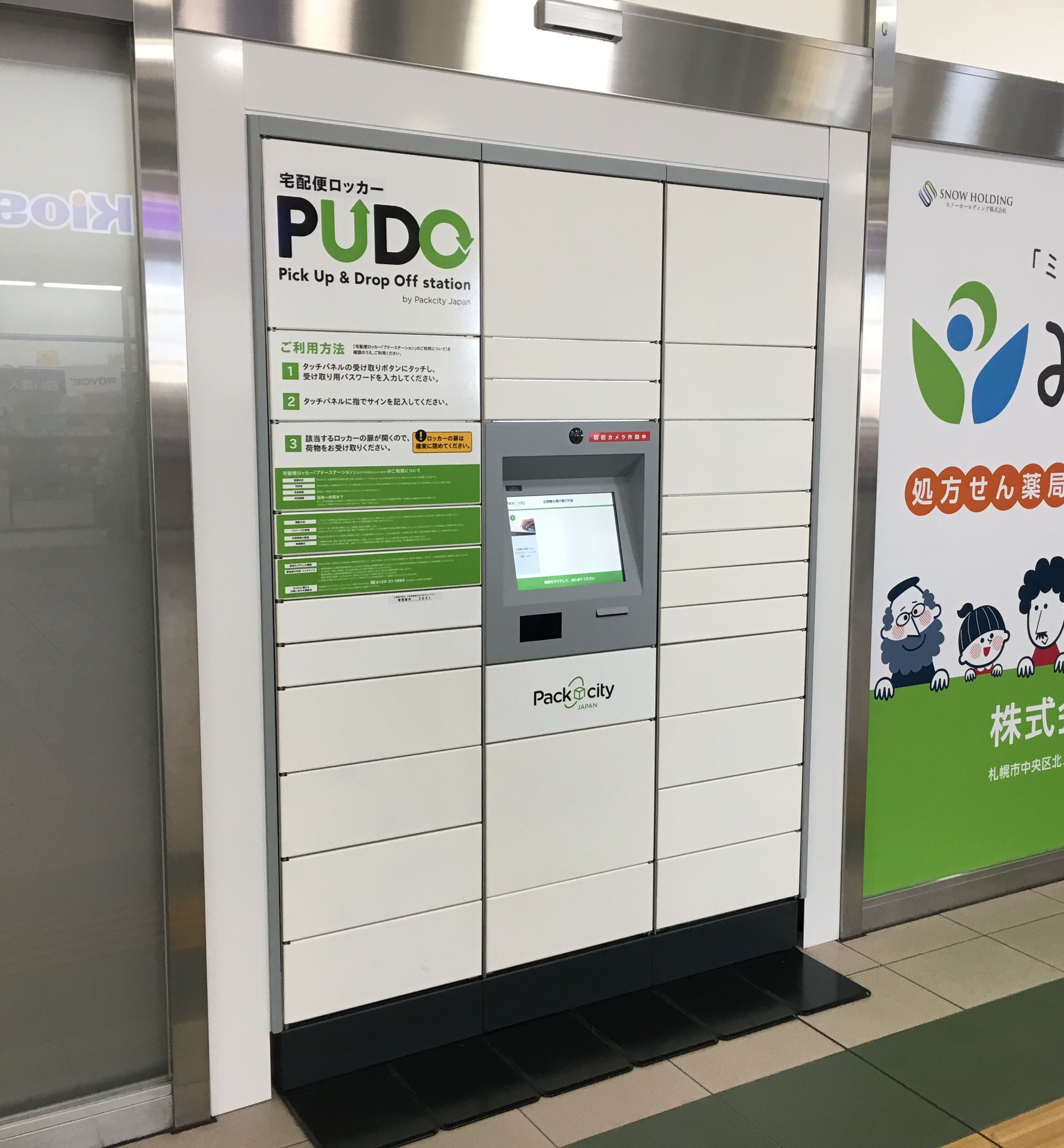
PUDOステーション（2018年11月）

#### かつてあった店舗・施設
- ココロノ.イロ - 2009年（平成22年）10月16日開店[16]、2010年（平成22年）10月閉店
- Sweets Station - 2010年（平成22年）11月1日開店[17]、2012年（平成24年）2月27日閉店
- ツインクルプラザ手稲支店 - 2017年（平成29年）3月18日閉店[新聞 4]
- 北欧JR手稲店 -  1987年（昭和62年）6月開店[10]、2020年（令和2年）5月30日閉店[10]
- コンビニキヨスク手稲店 -  1987年（昭和62年）7月1日開店、2020年（令和2年）8月31日閉店[19]
- てもみんステーションJR手稲駅店 -  2012年（平成24年）4月1日開店、2022年（令和4年）6月15日閉店

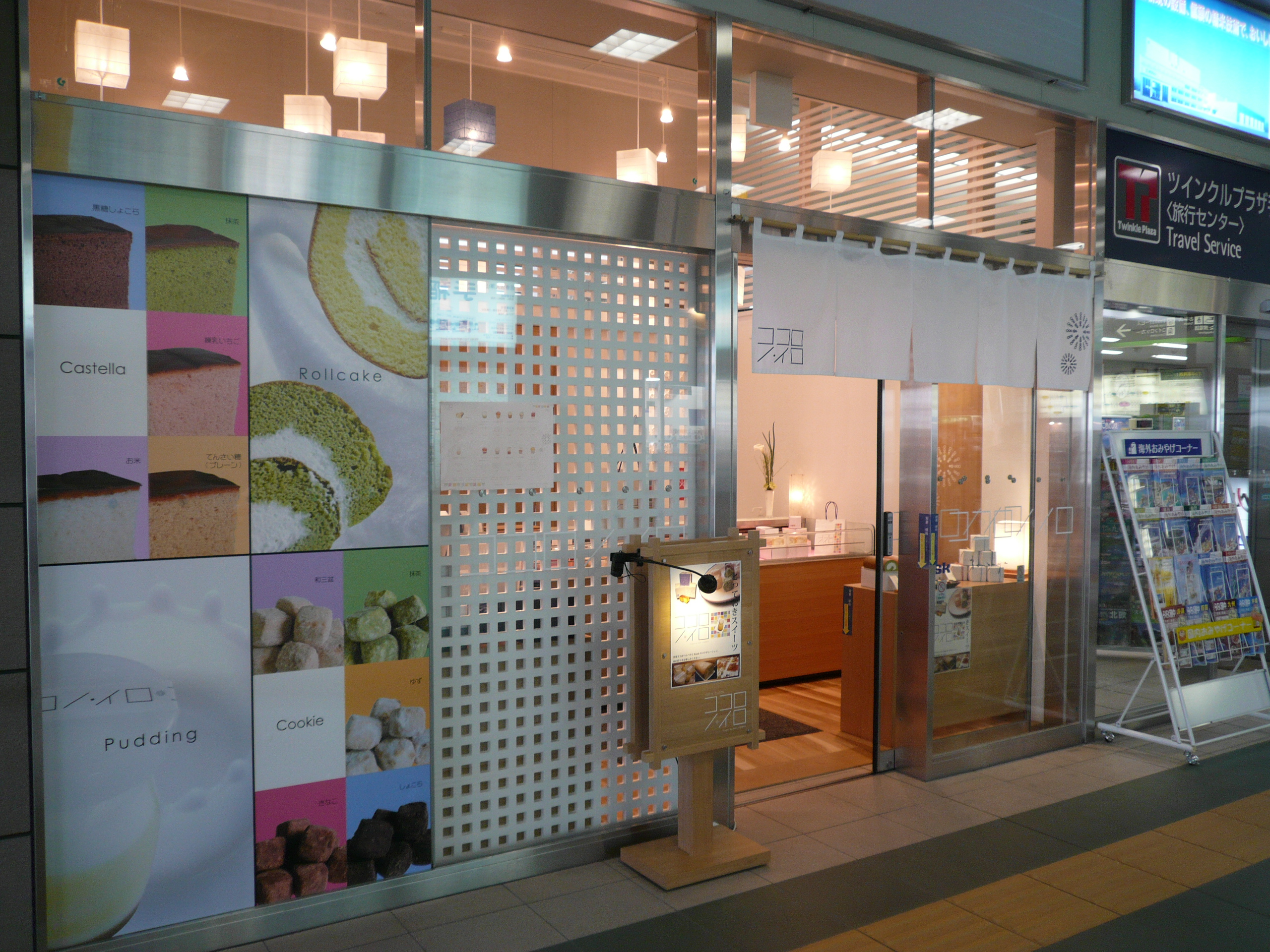
ココロノ.イロ（閉店）（2010年5月）
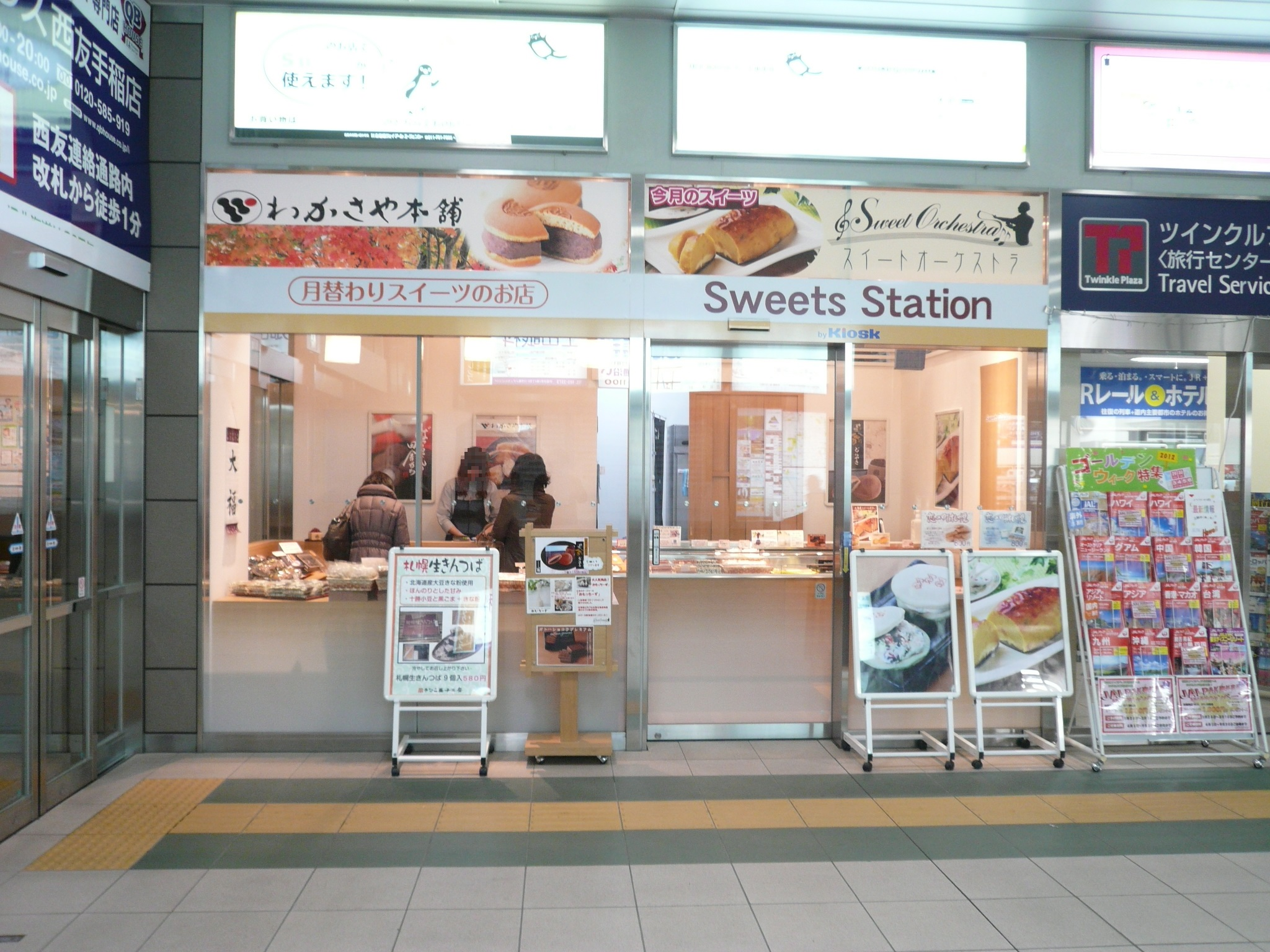
Sweets Station（閉店）（2012年2月）
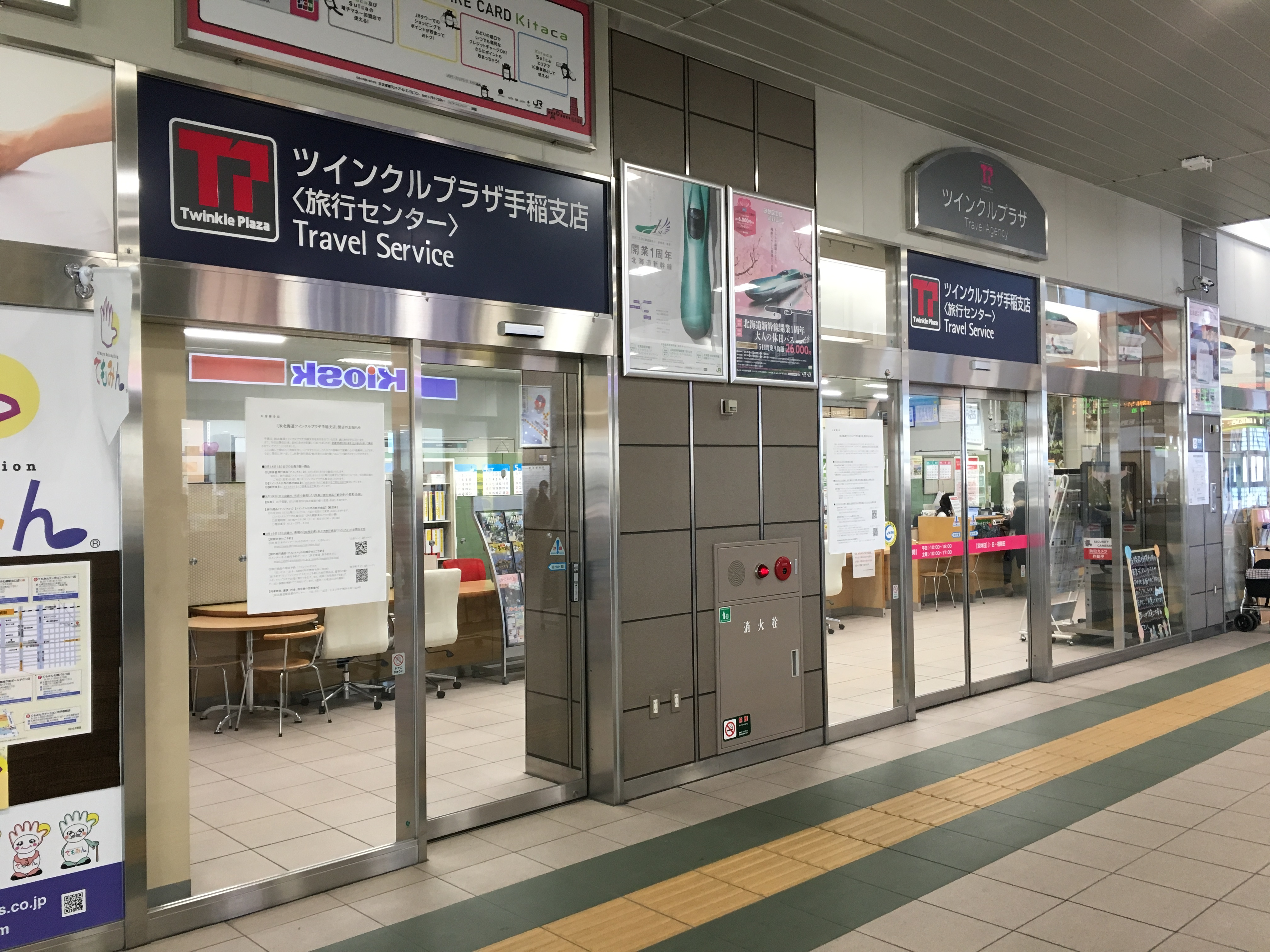
ツインクルプラザ手稲支店（閉店）（2017年3月）
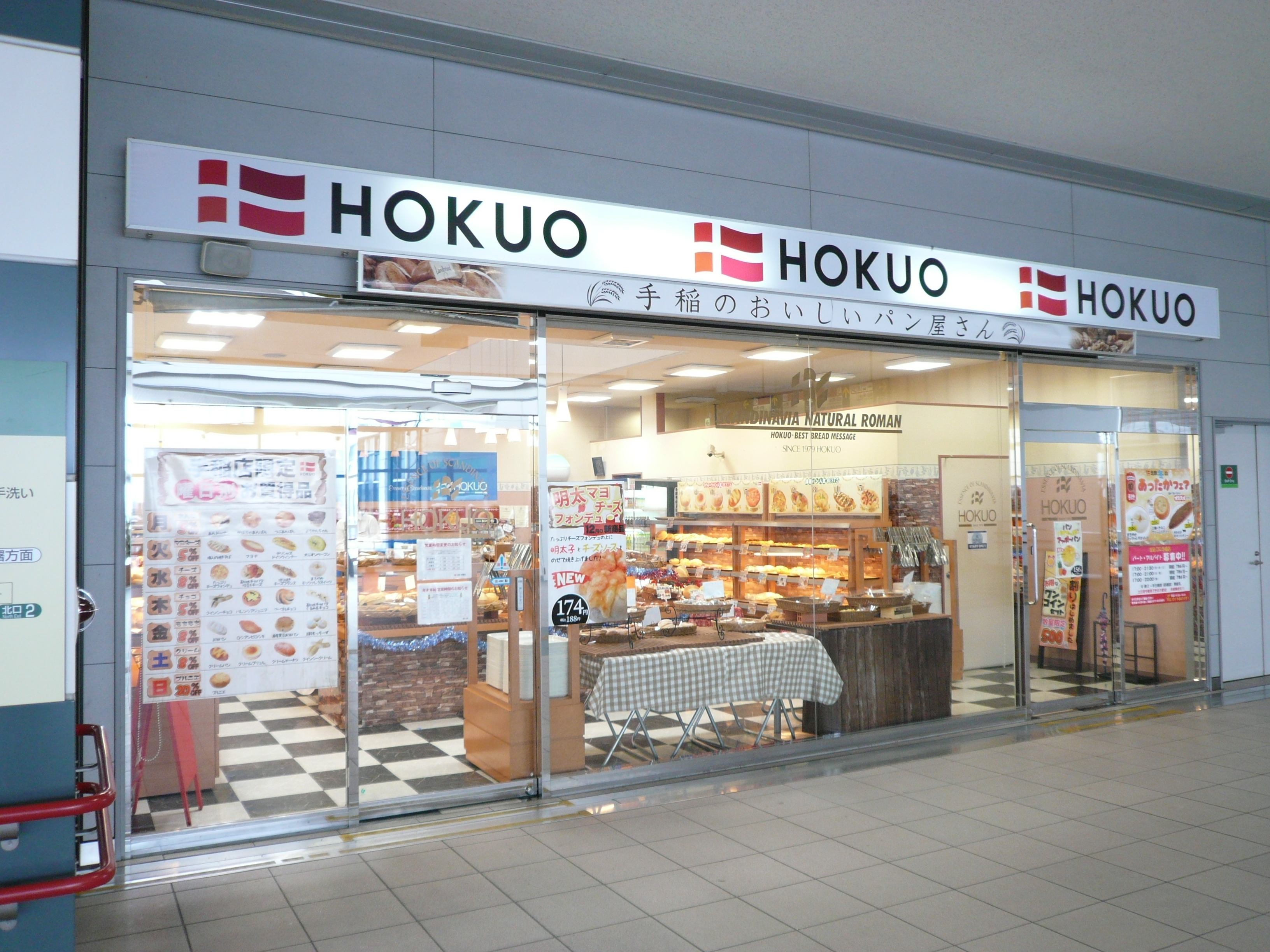
北欧JR手稲店（閉店）（2016年12月）
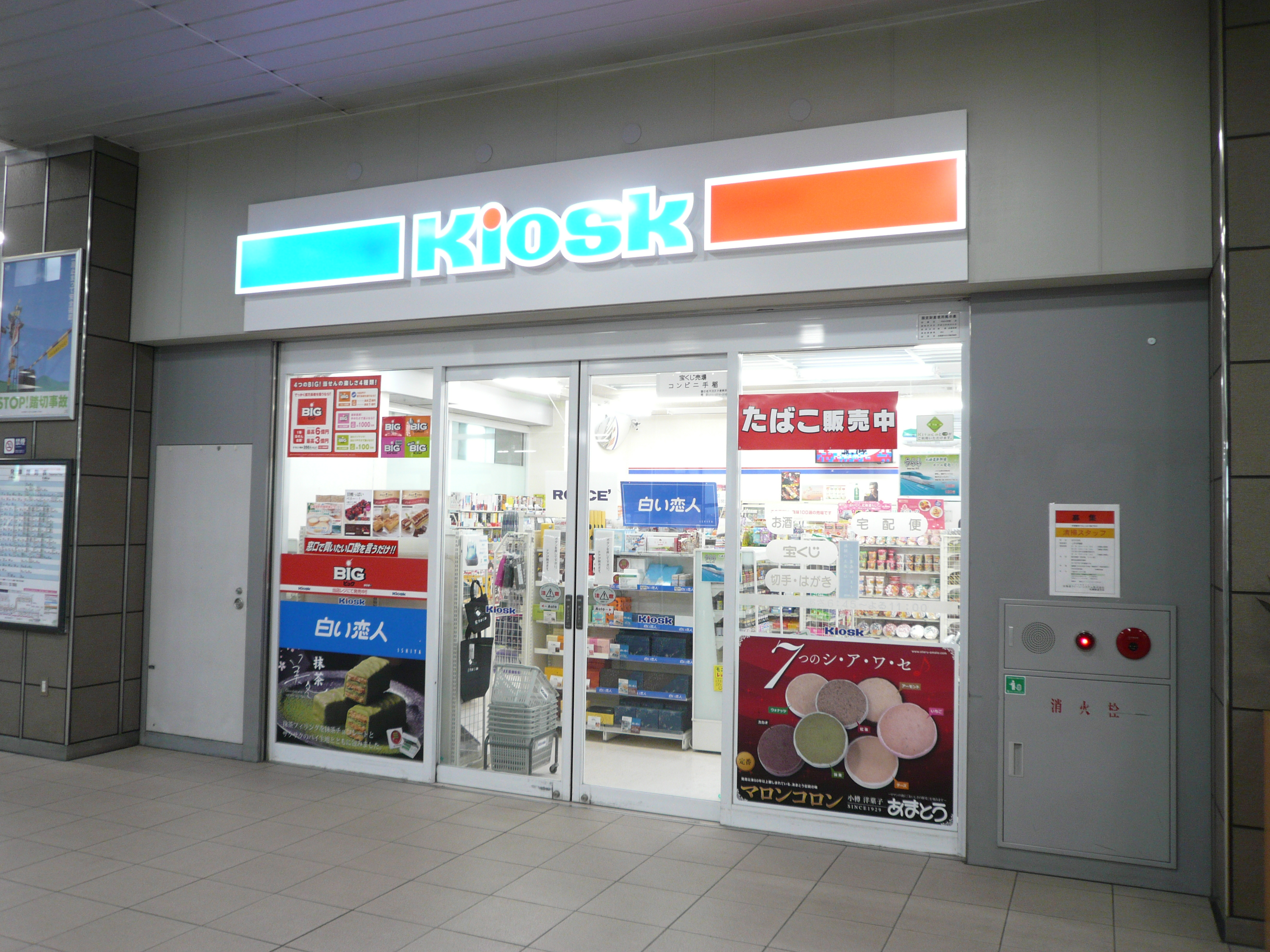
キヨスク手稲店（閉店）（2016年4月）
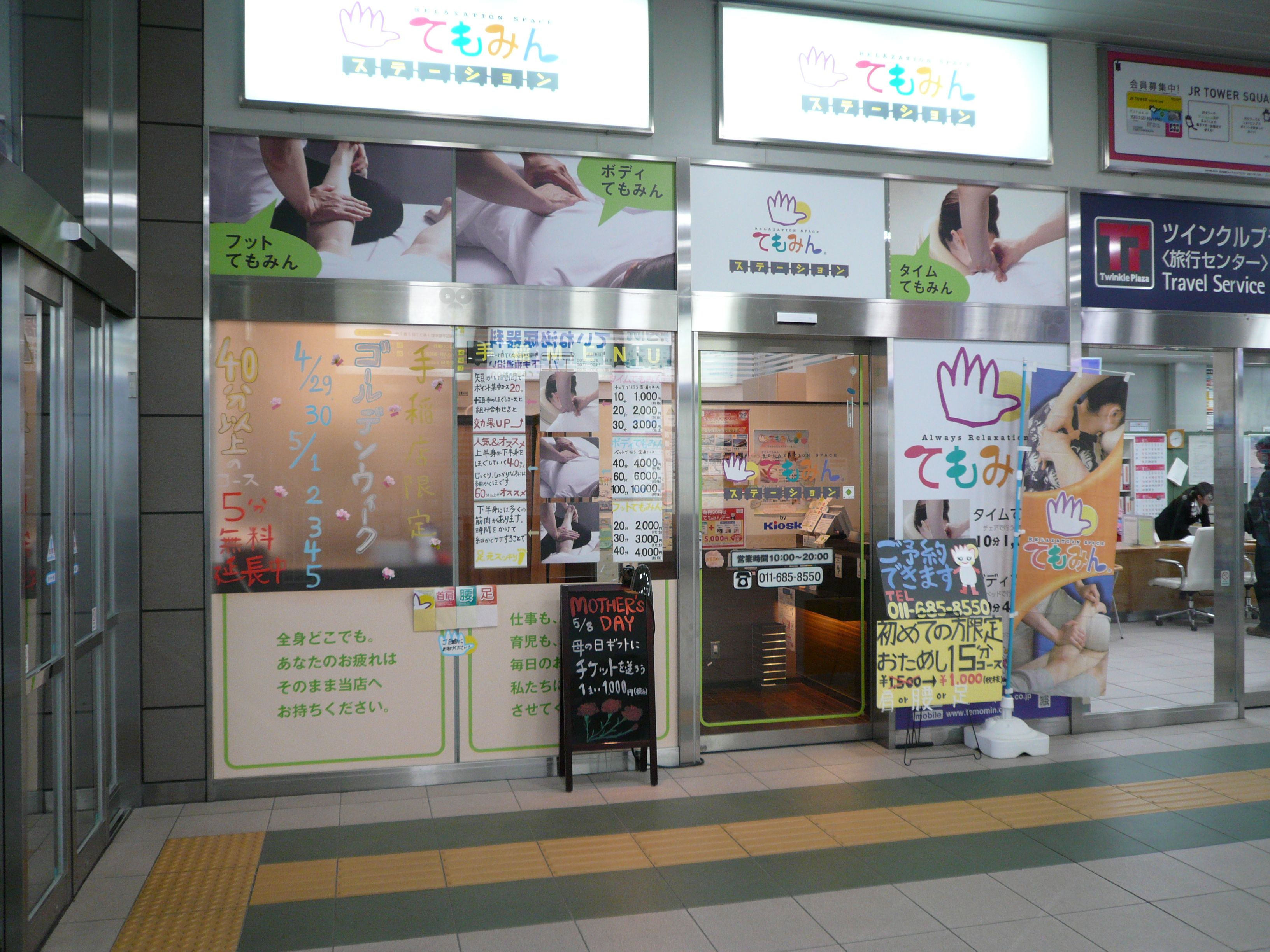
てもみんステーションJR手稲駅店（閉店）（2016年4月）

## あいくる

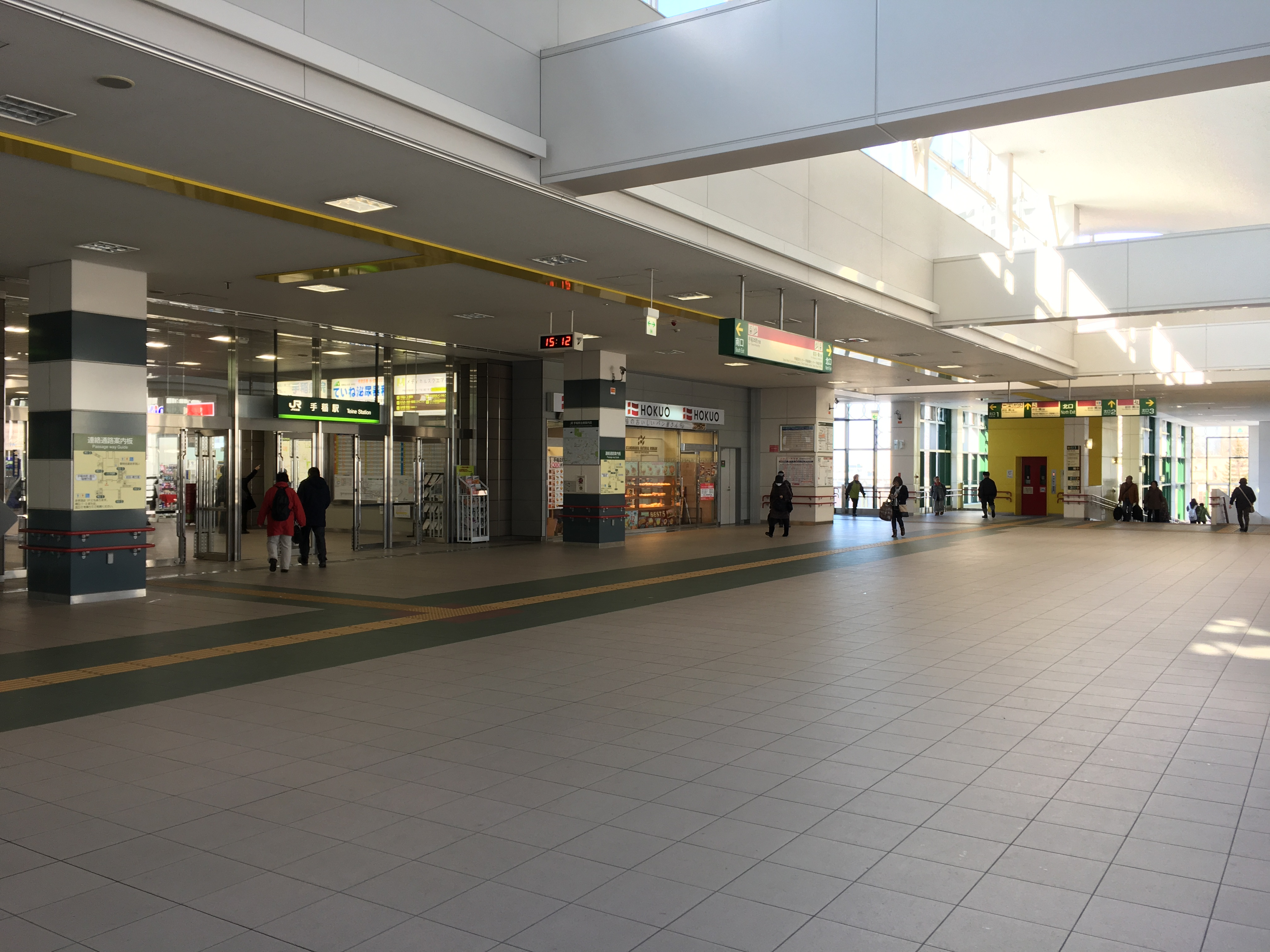
あいくる（2017年3月）

駅舎に併設される形で、線路で分断された駅南北の市街地および各種施設（下記参照）を繋ぐ「あいくる」という愛称の自由通路（ペデストリアンデッキ）が設置されている。
建設・管理は札幌市が行い、2002年（平成14年）5月25日に新駅舎とともに供用が開始された。総工費は22億円。
通路内には展示スペースのほか、國松明日香の彫刻「雪だるまをつくる人」が置かれている。
「あいくる」は、英語で「通路」を意味する「aisle」に、「出会い」・「愛くるしい」・「来る」の意味がかけられている。

## 利用状況
2023年（令和5年）度の1日平均の乗車人員は13,431人である。JR北海道の駅の中では、札幌駅（函館本線）、新千歳空港駅および新札幌駅に次いで4番目に利用者数が多い駅である。
JR北海道が発足した1987年（昭和62年）度から2015年（平成27年）度までの29年間、札幌駅に次いで2番目に利用者が多い駅であったが、2016年度に新千歳空港駅に抜かれ初めて3位となり、以降2019年（令和元年）度まで3位となっている。2020年（令和2年）初めからの新型コロナウイルス感染症の世界的流行により、手稲駅の利用者は減少したものの、航空需要に依存する新千歳空港駅の減少がより著しく、2020年（令和2年）度から2021年度にかけては再び逆転しJR北海道管内で2番目に利用者が多い駅となっていた。
| 年度               | 1日平均 乗車人員 | 増加率 （前年比） | 出典                    |
| ------------------ | ---------------- | ----------------- | ----------------------- |
| 1970年（昭和45年） | 4,074            |                   | [ 札幌市 1 ]            |
| ：                 |                  |                   |                         |
| 1975年（昭和50年） | 7,487            |                   | [ 札幌市 1 ]            |
| ：                 |                  |                   |                         |
| 1980年（昭和55年） | 10,635           |                   | [ 札幌市 1 ]            |
| ：                 |                  |                   |                         |
| 1985年（昭和60年） | 12,059           |                   | [ 札幌市 1 ]            |
| ：                 |                  |                   |                         |
| 1990年（平成02年） | 12,562           |                   | [ 札幌市 1 ]            |
| ：                 |                  |                   |                         |
| 1995年（平成07年） | 14,195           |                   | [ 札幌市 1 ]            |
| ：                 |                  |                   |                         |
| 1997年（平成09年） | 13,822           |                   | [ 札幌市 1 ]            |
| 1998年（平成10年） | 13,394           | −3.1%             | [ 札幌市 1 ]            |
| 1999年（平成11年） | 13,240           | −3.1%             | [ 札幌市 1 ]            |
| 2000年（平成12年） | 13,265           | 0.2%              | [ 札幌市 1 ]            |
| 2001年（平成13年） | 13,232           | −0.2%             | [ 札幌市 1 ]            |
| 2002年（平成14年） | 13,343           | 0.8%              | [ 札幌市 1 ]            |
| 2003年（平成15年） | 13,630           | 2.2%              | [ 札幌市 1 ]            |
| 2004年（平成16年） | 13,640           | 0.1%              | [ 札幌市 1 ]            |
| 2005年（平成17年） | 13,930           | 2.1%              | [ 札幌市 1 ]            |
| 2006年（平成18年） | 14,240           | 2.2%              | [ 札幌市 1 ]            |
| 2007年（平成19年） | 14,150           | −0.6%             | [ 札幌市 2 ]            |
| 2008年（平成20年） | 14,170           | 0.1%              | [ 札幌市 2 ]            |
| 2009年（平成21年） | 14,030           | −1.0%             | [ 札幌市 2 ]            |
| 2010年（平成22年） | 14,130           | 0.7%              | [ 札幌市 2 ]            |
| 2011年（平成23年） | 14,340           | 1.5%              | [ 札幌市 2 ]            |
| 2012年（平成24年） | 14,429           | 0.6%              | [ 札幌市 2 ]            |
| 2013年（平成25年） | 14,720           | 2.0%              | [ 札幌市 2 ]            |
| 2014年（平成26年） | 14,895           | 1.2%              | [ 札幌市 2 ]            |
| 2015年（平成27年） | 15,335           | 3.0%              | [ 札幌市 2 ]            |
| 2016年（平成28年） | 15,589           | 1.7%              | [ 札幌市 2 ]            |
| 2017年（平成29年） | 15,660           | 0.5%              | [ 新聞 7 ] [ 札幌市 2 ] |
| 2018年（平成30年） | 15,574           | −0.5%             | [ 札幌市 2 ]            |
| 2019年（令和元年） | 15,273           | −1.9%             | [ 札幌市 2 ]            |
| 2020年（令和02年） | 11,142           | −27.0%            | [ 札幌市 2 ]            |
| 2021年（令和03年） | 11,568           | 3.8%              | [ JR 2 ]                |
| 2022年（令和04年） | 12,593           | 8.8%              | [ JR 3 ]                |
| 2023年（令和05年） | 13,431           | 6.7%              | [ JR 1 ]                |

手稲駅発着のスクールバスを設ける高校・大学が多く、朝・夕は学生も多く見られる。
石狩市・小樽市からも利用客を集め、サッポロテイネ、スノークルーズ・オーンズ等への行楽客の利用もあり、年中利用客で溢れている。
また、人口3,000人規模（予定）のニュータウン「明日風のまち」も手稲区北部に誕生し、今後も利用者の増加が見込まれる。

## 駅周辺
南口・北口にそれぞれ駅前広場（バスのりば）があり、札幌都心をはじめ西区・北区・石狩市・小樽市方面へのバスが数多く発着している。北口の駅正面には広い駐車場があり、それをはさんで手稲区役所、手稲区民センター、手稲保健センターがある。

### 南口
- 国道5号（北5条手稲通）
- 手稲駅前通
- 二十四軒手稲通
- 札樽自動車道手稲インターチェンジ
- 手稲駅前ビル（直結）
  - 手稲ステーションホテル
- テイネ1.4ビル（直結）
- キテネビル（直結）
  - キテネ食品館（全日食チェーン）
  - ジェイ・アール北海道バス バスチケットセンター手稲店
- 手稲駅前プラザ南ビル
  - メディカルスクエア手稲
  - クリーンリバーフィネス手稲ステーションフロント
- ミリオンスカイ・手稲ステーション
- 札幌方面手稲警察署手稲交番
- 札幌市手稲消防署
- 札幌市手稲コミュニティセンター
- NTT東日本手稲電話交換所
- 北洋銀行新手稲支店
- 北海道信用金庫手稲駅前支店
- 北央信用組合手稲支店
- 手稲本町郵便局
- 手稲神社
- サッポロスターライトドーム
- ちょい寝ホテル札幌手稲
- 北海道札幌稲雲高等学校
- 札幌市立手稲中央小学校
- 札幌市立手稲中央幼稚園

### 北口
- 北海道道44号石狩手稲線（石狩手稲通）
- 樽川通
- 手稲駅西通
- 手稲緑道
- 札幌市手稲区総合庁舎（直結）
  - 手稲区役所
  - 手稲区民センター
  - 手稲保健センター
- イオン札幌手稲駅前ショッピングセンター（直結）
  - イオン札幌手稲駅前店
  - GiGOイオン札幌手稲駅前ショッピングセンター
- 手稲楽市ビル
- 北海道銀行手稲支店
- 北洋銀行手稲中央支店
- 北門信用金庫手稲前田支店
- 北海道信用金庫手稲支店あけぼの出張所
- 北海道労働金庫札幌手稲支店
- 手稲郵便局
- 手稲駅前郵便局
- 札幌市農業協同組合（JAさっぽろ）手稲支店・西経済センター
- 手稲渓仁会病院
- パボッツ手稲（新和手稲前田ビル）
  - スポーツクラブジョイフィット札幌手稲前田
  - ペットランド手稲前田店
- 手稲鉄北ショッピングセンター
  - ジェイ・アール生鮮市場手稲前田店
  - サッポロドラッグストアー手稲前田2条店
  - シャトレーゼ手稲店
  - コメダ珈琲店手稲前田店
  - ブランJR手稲
- 札幌市手稲曙温水プール
- 札幌市曙図書館
- 札幌市手稲区体育館
- 札幌市手稲老人福祉センター
- 前田森林公園
- 北海道警察本部札幌運転免許試験場
- 北海道科学大学
- 北海道科学大学高等学校
- 北海道札幌手稲高等学校
- 札幌市立手稲鉄北小学校
- 北海道札幌高等養護学校
- ドン・キホーテ手稲店
- スーパーセンタートライアル手稲店

## バス路線
手稲駅の南北の出入口それぞれに停留所が併設されている。
乗り入れる路線バス事業者は、ジェイ・アール北海道バス札樽線と北海道中央バス石狩営業所である。

### 「手稲駅北口」停留所
1番のりば
- 北海道中央バス

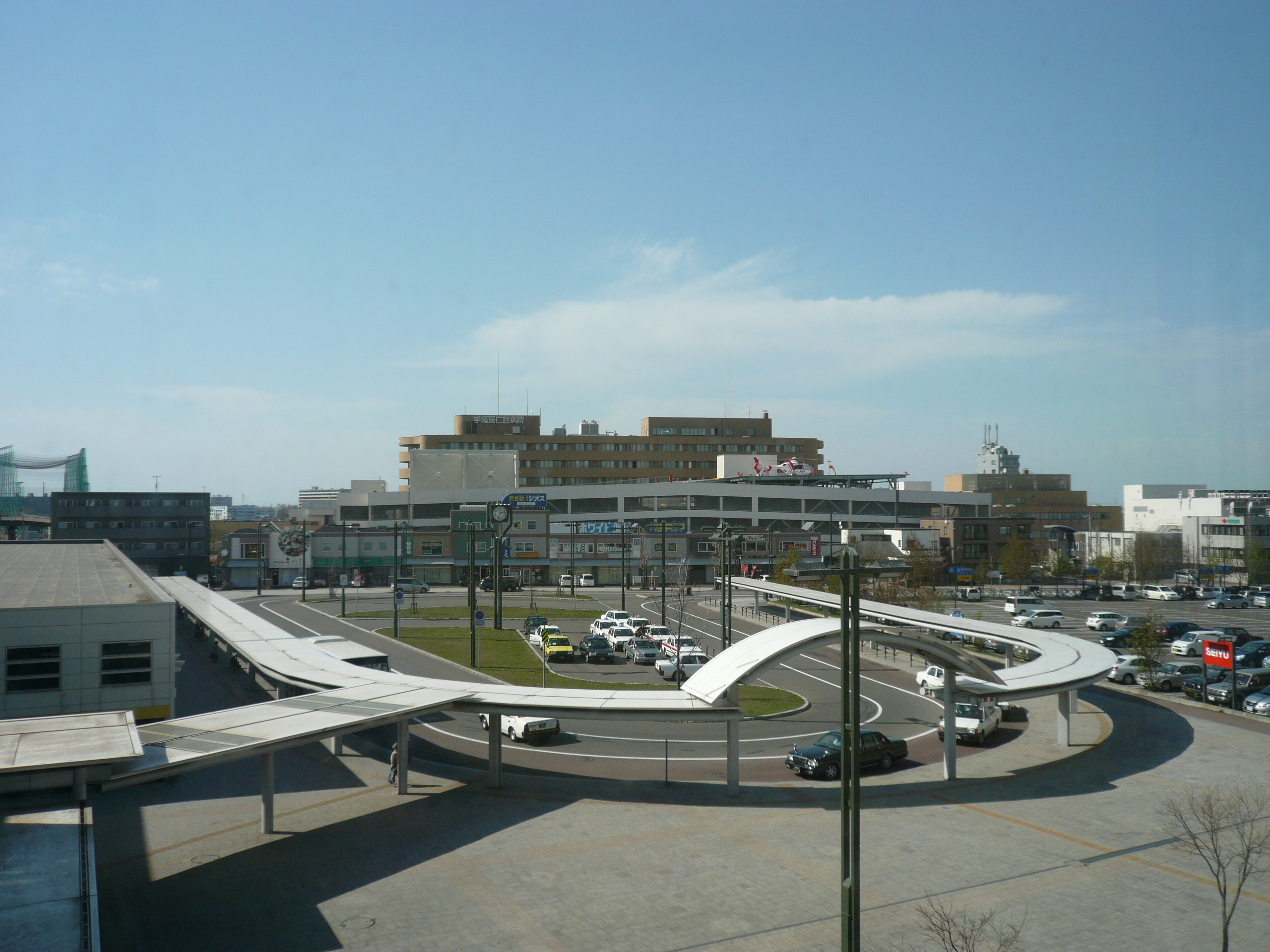
北口ターミナル（2010年5月）

  - 宮47 手稲線：宮の沢駅（宮の沢バスターミナル）行

2番のりば
- 北海道中央バス
  - 宮47 手稲線：花川南5条1丁目・花畔行
  - 43 手稲線 花畔行
  - 麻41 手稲麻生線：麻生駅行
  - 石狩新港西線：石狩新港団地行

3番のりば
- ジェイ・アール北海道バス
  - 手40・手41 山口団地線：手稲山口団地行
  - 循環手40・循環手41・循環手48 山口団地線：手稲駅北口行
  - 手80 試験場線：（運転免許試験場経由）星置駅行
  - 手81・手82 試験場線：星置通行
  - 手84 明日風線：明日風3丁目行
  - 手85 明日風線：星置駅行
  - 手90 試験場線：運転免許試験場行

4番のりば
- ジェイ・アール北海道バス
  - 宮49・宮49-1 新発寒線・宮74 稲積線：地下鉄宮の沢駅前行

### 「手稲駅南口」停留所
1番のりば
- ジェイ・アール北海道バス

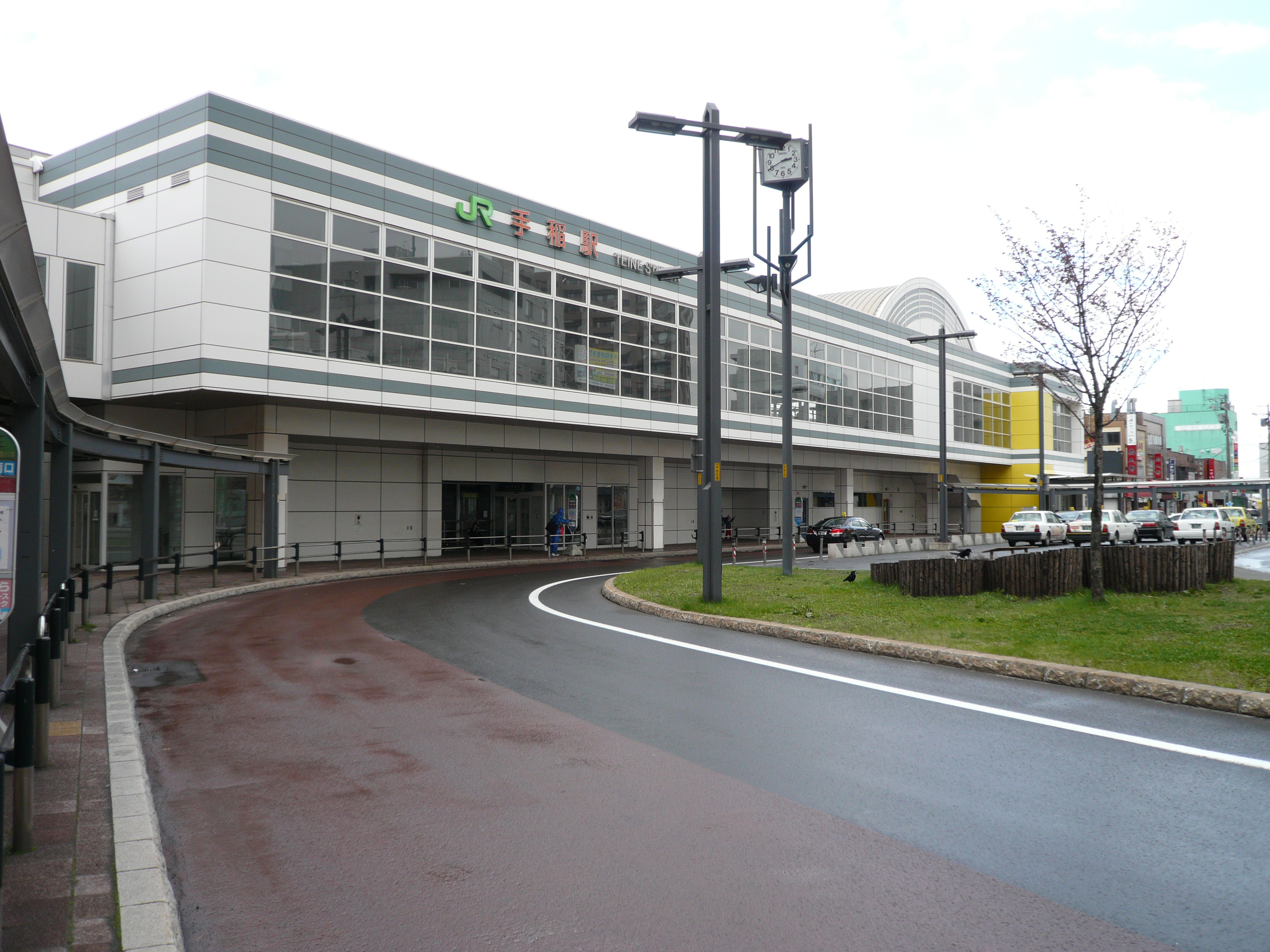
南口ターミナル（2016年4月）

  - 宮42 発寒団地線・宮45 山口団地線：手稲山口団地行
  - 宮44 山口線：あすかぜ高校前行
  - 55 手稲線：手稲営業所前行
  - 快速64 手稲線（ていねライナー）：手稲鉱山通行
  - 57・宮57 手稲金山線：イムスリハビリ病院前行
  - 宮59 星置線：星置駅行
  - 宮65・手65 小樽線：小樽駅行

2番のりば
- ジェイ・アール北海道バス
  - 宮42 発寒団地線・宮44 山口線・宮45 山口団地線・宮55 手稲線・宮57 手稲金山線・宮58 富丘線・宮59 星置線・宮65 小樽線：地下鉄宮の沢駅前行
  - 55・55-1 手稲線・57 手稲金山線・快速64 手稲線（ていねライナー）：JR札幌駅行

3番のりば
- ジェイ・アール北海道バス
  - 手70 ていね山線（期間限定運行）：テイネハイランド行（冬季）・手稲山ロープウェイ行（夏季）

## 手稲駅が登場する作品

### 楽曲
- 『鉄道唱歌』（北海道篇 北の巻 4番） - 作詞：大和田建樹、作曲：田村虎蔵、1907年（明治40年）6月

## 隣の駅
北海道旅客鉄道（JR北海道）
■函館本線

稲穂駅 (S08) - 手稲駅 (S07) - 稲積公園駅 (S06)

### かつて存在した路線
軽石軌道
軽石軌道線
軽川駅 - 新川駅